# 劉大任
劉大任（1939年2月5日—），江西永新人，生於湘贛邊界的山區，台灣作家。
1948年隨父母來到台灣，1960年在《筆匯》發表了第一篇作品〈逃亡〉之後，開始受到文壇注目。1962年畢業於台灣大學哲學系後入伍服役，退役後至夏威夷大學東西文化中心讀書，1964年返台。
1965年與陳映真、王禎和、莊靈等人合辦《劇場雜誌》；隔年離開《劇場》，與尉天驄、陳映真合辦《文學季刊》。一九六六年赴美就讀加州大學柏克萊分校政治研究所。1969年取得政治學碩士學位并通過博士班資格試，並繼續攻讀博士學位。
1971年決定放棄博士學位，全力投入保釣運動；直到1972年保釣運動漸歇且被中華民國政府列入黑名單回台無望，考入聯合國秘書處工作，1999年退休，現專事寫作。曾在《壹週刊》開設專欄「紐約眼」。

## 著作
出版作品包含散文、小說集、評論集：《紅土印象》、《杜鵑啼血》、《浮游群落》、《秋陽似酒》、《晚風習習》與《薩伐旅》、《走出神話國》、《神話的破滅》、《強悍而美麗》、 《果嶺上下》、《走過蛻變的中國》、《園林內外》、《紐約眼》、《月印萬川》 等。

## 外部連結
- 南方週末：三十五年前華人精英的保釣
- 台灣文學作家身影- 劉大任
- 中天新聞 劉大任用散文揮桿[永久]